# زقين متطاول
زقين متطاول (الاسم العلمي:Diascia elongata) هو نوع من النباتات يتبع جنس الزقين من الفصيلة الغدبية.